# Fieke Gosselaar
Fieke Gosselaar (Finsterwolde, 1982) is een schrijfster en dichteres in het Nederlands en de Groningse streektaal.

## Biografie

### Literair Werk
Gosselaar schrijft proza in het Nederlands en gedichten in het Gronings. Haar gedichten in het Gronings kunnen gevonden worden in de bloemlezingen van Dichters in de Prinsentuin en Dag van de Grunneger Toal, en de bundel Verrassend Nedersaksisch. Haar werk is ook vaker gepubliceerf in de Groningse literaire tijdschriften Krödde en Oader.

### Persoonlijk Leven
Gosselaar is geboren en getogen in Finsterwolde. Ze studeerde rechten aan de Rijksuniversiteit Groningen. Ze was werkzaam als strafrechtjurist bij de rechtbank Noord-Nederland tot eind december 2023.   Sinds februari 2023 is Fieke Gosselaar ook streektaalconsulent bij de provincie Groningen. Zij is getrouwd met de dichter Kasper Peters.